# Mercedes Ruehl
Mercedes J. Ruehl (* 28. února 1948 New York) je americká filmová, divadelní a televizní herečka. Je držitelkou několika ocenění, včetně Oscara, Zlatého glóbu a ceny Tony.

## Kariéra
Na divadelních prknech debutovala na Broadwayi ve hře I'm Not Rappaport (1985). Za roli v dramatu Neila Simona Ztraceni navždy (1991) získala cenu Tony za nejlepší ženský herecký výkon. Tuto roli si zopakovala ve stejnojmenném filmu z roku 1993. Na cenu Tony byla dále nominována za výkony ve hrách Michaela Cristofera The Shadow Box (1995) a Edwarda Albeeho The Goat, or Who is Sylvia? (2002). Hrála také v broadwayských inscenacích The Rose Tattoo (1995), The American Plan (2009) a Torch Song (2017).
Oscara získala za nejlepší ženský herecký výkon ve vedlejší roli za roli majitelky videopůjčovny ve fantasy komedii Terryho Gilliama Král rybář (1991). Dále hrála ve filmech The Warriors (1979), Hořkost (1986), Charing Cross Road č. 84 (1987), Velký (1988), Manželství s mafií (1988), Poslední akční hrdina (1993), Roseannin hrob (1997), Gia (1998) a Zlatokopky (2019). V televizi měla v letech 1995 až 1996 stálou roli majitelky rozhlasové stanice v sitcomu Frasier na stanici NBC.

## Osobní život
Jejím manželem byl od roku malíř David Geiser. Zemřel v říjnu roku 2020 ve věku 73 let. Společně adoptovali syna Jakea. Svého prvního syna Christophera dala v roce 1976 k adopci. Společně navázali vztahy v 90. letech 20. století.

## Filmografie (výběr)
- The Warriors (1979)
- Hořkost (1986)
- Charing Cross Road č. 84 (1987)
- Velký (1988)
- Manželství s mafií (1988)
- Král rybář (1991)
- Poslední akční hrdina (1993)
- Ztraceni navždy (1993)
- Roseannin hrob (1997)
- Gia (1998)
- Zlatokopky (2019)